# Возз'єднання (фільм)
«Возз'єднання» (англ. «Reunion»), також відомий як «Американське возз'єднання» (англ. «American Reunion») — американський драматичний фільм, дебютна повнометражна кінострічка режисерів Лейфа Тілдена та Марка Поґґі, знята у 2001 році.

## Сюжет
Гірка та щира історія про повернення. За двадцять чотири години до своєї двадцятої зустрічі випускників школи п'ять друзів, молодший брат і таємничий фотожурналіст стараннями мера Марґарет возз'єднуються, щоб згадати хороші часи 1981 року.

## У ролях
- Біллі Вірт — Бред
- Дженіфер Рубін — Джіні
- Корі Ґловер — Тай
- Марлен Форте — Марґарет
- Рейнер Джадд — Мінді
- Двайр Бравн — Патрік
- Андрес Фочер — Джей Сі
- Стівен Ґілборн — Джордж
- Джорджія Саймон — Джорджина
- Род Брітт — Містер Андретті
- Ден Ґантер — Кайл
- Майкл Джеймс Джонсон — Майкл

## Цікаві факти
- Фільм є сімнадцятим, що був відзнятий у рамках руху «Догма 95»